# Skeptical Inquirer
Skeptical Inquirer ("Skeptische Onderzoeker") is een tweemaandelijks Amerikaans tijdschrift dat wordt uitgegeven door het Committee for Skeptical Inquiry (CSI, voorheen CSICOP) met de ondertitel: The magazine for science and reason ("Het tijdschrift voor wetenschap en rede").
De missionstatement van CSI is "het aanmoedigen van de kritische bestudering van paranormale en grenswetenschappelijke beweringen vanuit een verantwoord, wetenschappelijk perspectief en het verspreiden van feitelijke informatie over de resultaten van dergelijk onderzoek onder de wetenschappelijke gemeenschap en het publiek." Skeptical Inquirer is een internationaal tijdschrift, maar het is geen formeel wetenschappelijk tijdschrift.

## Inhoud
De inhoud bestaat uit artikelen, columns en boekrecensies die een verscheidenheid aan onderwerpen kritisch bekijken, zoals buitenzintuiglijke waarneming, homeopathie, astrologie, SETI, creationisme, de opwarming van de Aarde, aidsontkenning, de historiciteit van legendarische figuren zoals Koning Arthur en controversiële medische diagnosen zoals ADHD. Naast onderwerpen die gericht zijn op wetenschappers en academici, heeft het tijdschrift ook de verklaarde missie om zaken te onderzoeken die het algemene publiek interesseren.
Voor de 30e verjaardag van Skeptical Inquirer in 2006 zette CSICOP-oprichter Paul Kurtz lang gebruikte beleidslijnen op een rij:

1. het bekritiseren van beweringen over het paranormale en pseudowetenschap
2. het repliceren van methoden van wetenschappelijk onderzoek en de aard van het wetenschappelijk perspectief
3. het zoeken van een evenwichtige blik op de wetenschap in de massamedia
4. het aanleren van kritisch denken op scholen.

Als een artikel een voorstander van een paranormale bewering bekritiseert, krijgt hij of zij altijd de gelegenheid om te reageren. Sommigen hebben van die mogelijkheid gebruikgemaakt (bijvoorbeeld Suitbert Ertel en Michel Gauquelin).
Cecil Adams van The Straight Dope noemt Skeptical Inquirer "een van de leidende anti-idiotentijdschriften van het land".

## Geschiedenis
Het tijdschrift heette oorspronkelijk The Zetetic ("De Navorser") en werd oorspronkelijk opgericht door Marcello Truzzi, die hoofdredacteur werd. De eerste uitgave dateert uit de herfst van 1976. Na ongeveer een jaar ontstond er onenigheid over het Committee for the Scientific Investigation of Claims of the Paranormal (CSICOP): Truzzi wilde ook voorstanders van paranormale ideeën tot de groep en het tijdschrift toelaten. Nadat een motie van wantrouwen tegen Truzzi werd aangenomen trad hij af en werd het tijdschrift (vanaf jaargang 2, nummer 2) herdoopt tot Skeptical Inquirer en werd Kendrick Frazier (oud-hoofdredacteur van Science News) de nieuwe hoofdredacteur.
De ondertitel The Zetetic bleef tot en met de vierde jaargang gehandhaafd. Het tijdschrift verscheen aanvankelijk tweemaal per jaar in klein formaat (15 cm bij 23 cm). Na ongeveer twee jaar werd het een kwartaalblad en vanaf 1994 werd het ten slotte een tweewekelijkse publicatie. In 1995 kreeg Skeptical Inquirer een vol formaat (21 cm bij 27 cm). Sinds januari 1996 is de ondertitel: The magazine for science and reason. In 1998 begon men met glossypapier te drukken. Anno 2014 is Frazier nog steeds de hoofdredacteur en Benjamin Radford de managing editor. Het hoofdkantoor van het tijdschrift bevindt zich in Amherst in de staat New York.
Op 9 oktober 2010 kwam CSI bijeen in het Millennium Biltmore Hotel in Los Angeles om toekomstplannen te bespreken en de Executive Council (het "officiële beleidsmakingsorgaan van CSI") uit te breiden. Georganiseerd door Executive Director Barry Karr kondigde het bestuur aan dat de volgende leden toe zouden treden tot het tijdschriftbestuur: James Alcock, Kendrick Frazier, Ray Hyman, Scott O. Lilienfeld, Amardeo Sarma, Eugenie C. Scott, David E. Thomas, Leonard Tramiel en Benjamin Wolozin. (Deze lijst werd in de maanden daarna aangevuld met Elizabeth Loftus en Karen Stollznow). Er werd ook besloten om CSI-conferenties voort te zetten, de eerstvolgende op 27–30 oktober 2011.

## Collecties
Er zijn verscheidene artikelencollecties van Skeptical Inquirer samengesteld, vooral door Frazier. Er zijn een dvd en cd-rom uitgegeven met alle artikelen van de eerste negenentwintig jaar. Boeken met artikelencollecties zijn:
- Paranormal Borderlands of Science (1981). Redactie: Kendrick Frazier, Prometheus Books; ISBN 0-87975-148-7.
- Science Confronts the Paranormal (1986). Redactie: Kendrick Frazier, Prometheus Books; ISBN 0-87975-314-5.
- The Hundredth Monkey: And Other Paradigms of the Paranormal (1991). Redactie: Kendrick Frazier, Prometheus Books; ISBN 0-87975-655-1
- The Outer Edge: Classic Investigations of the Paranormal (1996). Redactie: Joe Nickell, Barry Karr en Tom Genoni, CSICOP. OCLC 37626835
- The UFO Invasion: The Roswell Incident, Alien Abductions, and Government Coverups (1997). Redactie: Kendrick Frazier, Prometheus Books; ISBN 1-57392-131-9
- Encounters With the Paranormal: Science, Knowledge, and Belief (1998). Redactie: Kendrick Frazier, Prometheus Books; ISBN 1-57392-203-X.
- Bizarre Cases: From the Files of The Skeptical Inquirer (2000). Redactie: Benjamin Radford, CSICOP. OCLC 45054771
- Paranormal Claims: A Critical Analysis (2007). Redactie: Bryan Farha, University Press of America, ISBN 978-0-7618-3772-5. Vijf van de achttien hoofdstukken zijn herdrukken van Skeptical Inquirer-artikelen.